# Nephochaetopteryx calida
Nephochaetopteryx calida är en tvåvingeart som först beskrevs av Christian Rudolph Wilhelm Wiedemann 1830.  Nephochaetopteryx calida ingår i släktet Nephochaetopteryx och familjen köttflugor. Inga underarter finns listade i Catalogue of Life.